# 貝雷斯泰奇科戰役
貝雷斯泰奇科戰役（波蘭語：Bitwa pod Beresteczkiem）發生於1651年6月28日至30日，是赫梅利尼茨基起義中的一場決定性的戰役，戰鬥發生在波蘭立陶宛聯邦的沃里尼亞地區，該地區位於聯邦南部的丘陵平原上。
這場戰鬥波蘭立陶宛聯邦的勝利要歸功於揚·卡齊米日國王，利用一套有用的步兵騎兵協同戰術成功戰勝了敵軍。而到了戰役的第三天的決定性時刻，耶雷米·維西尼奧斯基親王親率的騎兵部隊成功擊潰了對手。該戰役是17世紀最大規模的戰役之一。